# سیارک ۵۵۷۶
سیارک ۵۵۷۶ (به انگلیسی: 5576 Albanese، نامگذاری:1986UM1) پنج هزار و پانصد و هفتاد و ششمین سیارک کشف شده‌است که در ۲۶ اکتبر ۱۹۸۶ کشف شد.
قدر مطلق سیارک برابر ۱۲٫۲۰ است.